# George Egerton
Almirante Sir George Le Clerc Egerton KCB (17 de outubro de 1852 – 30 de março de 1940) foi um militar britânico que serviu a Marinha Real alcançando a posição de sub-comandante do Comissariado do Almirantado.

## Carreira militar
George Egerton ingressou na Marinha Real, em 1866. Participou da expedição ártica conhecida como Expedição Challenger de 1875 a 1876. Foi membro da Expedição punitiva de Benin em 1897. George Egerton foi nomeado segundo-em-comando da Frota do Atlântico em 1906. Atuou na Primeira Guerra Mundial como comandante-em-chefe na base de Plymouth.